# Département de Guatraché
Le département de Guatraché est une des 22 subdivisions de la province de La Pampa, en Argentine. Son chef-lieu est la ville de Guatraché.
Le département a une superficie de 3 525 km2. Sa population était de 9 306 habitants, selon le recensement de 2001 (source : INDEC).

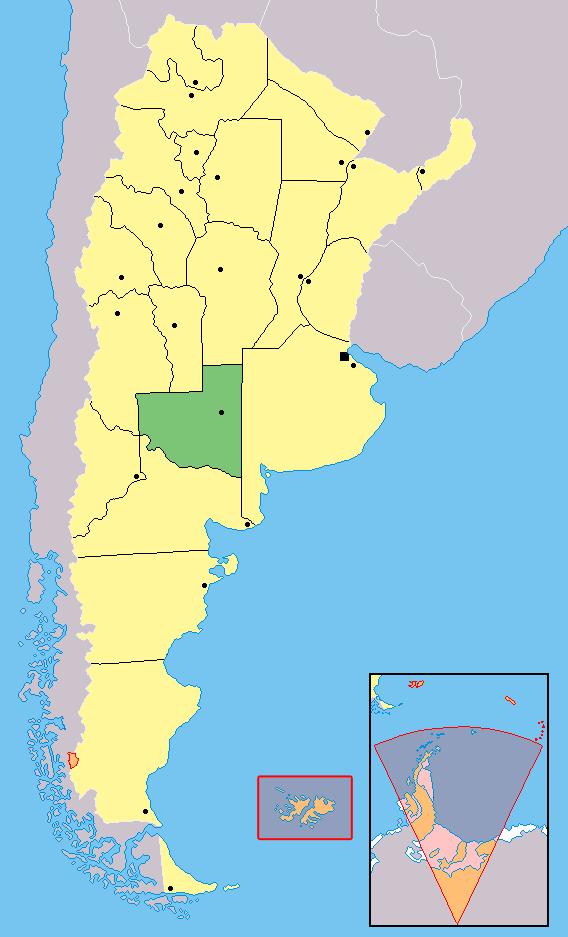
Localisation de la province de La Pampa en Argentine.

## Villes et localités
- Alpachiri
- Colonia Santa María
- Doblas
- General Manuel Campos
- Guatraché, chef-lieu
- Perú